# Nicola LeFanu
Nicola LeFanu, née le 28 avril 1947 à Wickham Bishops (Angleterre), est une compositrice britannique.

## Biographie
Nicola LeFanu est la fille de William Richard LeFanu et d'Elizabeth Maconchy.
Elle est la femme du compositeur australien David Lumsdaine (en).

## Œuvres
Elle est l'auteur d'une centaine de travaux, dont sept opéras :
- Dawnpath (1977)
- The Story of Mary O'Neill (1986)
- The Green Children (1990), sur un livret de Kevin Crossley-Holland, inspiré de la légende des enfants verts de Woolpit
- Blood Wedding (1992), sur un livret de Debra Levy, inspiré de Federico García Lorca
- The Wildman (1995), sur un livret de Kevin Crossley-Holland
- Light Passing (2004), sur un livret de John Edmonds
- Dream Hunter (2011), sur un livret de John Fuller